# Sadrach (Innsbruck)
Sadrach ist eine Siedlung der Stadt Innsbruck.

## Geografie
Sadrach liegt nordwestlich oberhalb des Stadtzentrums, am linken Hang des Inntals, am Fuß der Nordkette auf Höhen um 700 m ü. A. Über Sadrach stehen die Frau Hitt (2270 m ü. A.) und der Kleine Solstein (2637 m ü. A.).
Nordöstlich oberhalb von Sadrach befindet sich die Ortslage Schlotthof, von wo es über den Planötzenhof zum Höttinger Bild geht.
Sadrach gehört zum Stadtteil Hötting.
Nachbarortslagen
|                                           |                                             |                                    |
| Hörtnaglsiedlung (Hötting)                | Kompassrose, die auf Nachbargemeinden zeigt | Hötting (Hötting)                  |
| Lohbachsiedlung Flughafen (beide Hötting) | Höttinger Au (Hötting)                      | Mariahilf (Mariahilf-St. Nikolaus) |

## Geschichte
Das Gebiet gehörte ursprünglich zur Gemeinde Hötting und wurde 1938 mit dieser nach Innsbruck eingemeindet. 1963 bis 1969 wurde Sadrach als neuer Ortsteil erbaut, mit 244 Eigentumswohnungen und einigen Reihenhäusern. Heute ist die Ortslage vollständig in der Siedlungseinheit Innsbruck eingebunden.

## Nachweise
- 70101 – Innsbruck. Gemeindedaten der Statistik Austria
- www.geschichte-tirol.com: Hötting

1. ↑  Siehe Räumliches Bezugssystem (Memento vom 1. Februar 2014 im Internet Archive), Referat Statistik und Berichtswesen, innsbruck.gv.at → Amt|Verwaltung → Statistiken|Zahlen; insbesondere die dort gegebenen Dokumente Räumliches Bezugssystem und Plandarstellung der Katastralgemeinden, der statistischen Stadtteile und der statistischen Bezirke
2. ↑  Lit. Lugger, Wedekind: Wohnbau sozial, 1993, S. 62.